# 老焿寮
老焿寮，原寫為老焿藔，是臺灣新竹縣關西鎮的一個傳統地域名稱，位於該鎮西北部。相較於今日行政區，其範圍大致為東平里最西部凸出部分。

## 歷史
台灣清治末期至日治初期，老焿寮地區為一街庄，稱為「老焿藔庄」，隸屬於竹北二堡。該庄北與大茅埔庄為鄰，東與大旱坑庄為鄰，東南邊為石崗仔庄，西南邊及西邊為五分埔庄。
1901年（日治明治三十四年）11月，全台廢縣廳改設二十廳，該庄隸屬於新竹廳。1909年（明治四十二年）10月，合併二十廳為十二廳，該庄隸屬不變。1920年（大正九年），廢十二廳改設五州二廳，該庄改制並雅化為「老焿寮」大字，隸屬於新竹州中壢郡關西庄。1941年，關西庄升格為關西街。
戰後關西街改制為關西鎮，隸屬於新竹縣，大字亦改制為里。1950年桃、竹、苗分治，關西鎮隸屬不變。

## 交通
鄉道竹18線是水汴頭至六福村的道路，大致以南東向轉西南—東北走向經過老焿寮地區東南部，向南可前往水汴頭並止於縣道118號路口，向東北可經大旱坑前往六福村東北側的新竹縣、桃園市邊界附近並止於其與鄉道竹27線、桃21線形成的三叉路口。